# Ivan Pavlov
Ivan Petrovici Pavlov (în limba rusă Иван Петрович Павлов; n. 26 septembrie 1849, Reazan, Imperiul Rus – d. 27 februarie 1936, Leningrad, RSFS Rusă, URSS) a fost un fiziolog, psiholog și medic rus. I-a fost acordat Premiul Nobel pentru Medicină în 1904 pentru cercetări referitoare la sistemul digestiv. Pavlov a fost cunoscut pentru că a fost primul care a studiat fenomenul condiționării clasice, în experimentele pe care le-a făcut cu câini.

## Viața și activitatea de cercetare
Pavlov s-a născut în Riazan, Rusia. Și-a început studiile superioare ca seminarist, apoi a renunțat și s-a înscris la Universitatea din Petersburg, pentru a studia științe naturale. A obținut titlul de doctor în 1879.

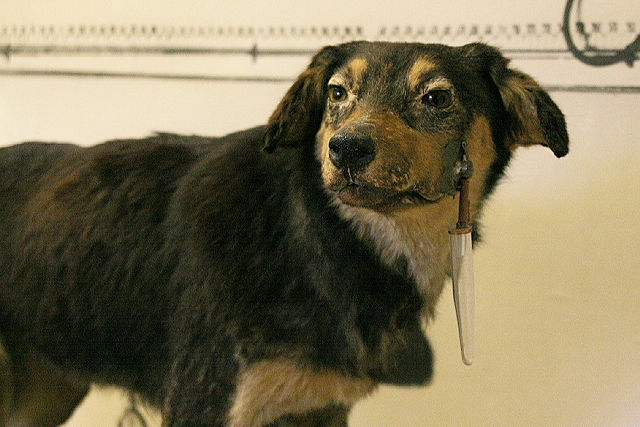
Câinele lui Pavlov, în muzeul Pavlov, 2005

 În anii 1890, Pavlov a investigat funcția gastrică a câinelui prin externalizarea glandei salivare pentru a putea colecta, măsura și analiza saliva produsă ca răspuns la mâncare, în condiții diferite. El a observat că aceștia au tendința de a saliva înainte ca hrana să ajungă în cavitatea lor bucală, și a început investigarea acestei "secreții psihice", cum a numit-o el. A decis că aceasta este mult mai interesantă decât chimia salivei, și a schimbat scopul cercetării sale, efectuând o lungă serie de experimente în care a manipulat stimulii care apăreau înainte de aducerea hranei. El a stabilit de aici legile fundamentale pentru apariția și eliminarea a ceea ce el denumea "reflexe condiționale" — adică, răspunsuri reflexe, precum salivarea, care nu apăreau decât condițional, ca urmare a unor experiențe precedente ale animalului. Aceste experimente au fost efectuate în anii 1890 și 1900, și au fost puse la dispoziția cercetătorilor occidentali prin traducerea unor experiențe individuale, dar au devenit disponibile în totalitate în limba engleză printr-o carte publicată în 1927.
Pavlov era obsedat de programul și de obiceiurile sale de muncă. Obișnuia să ia prânzul exact la ora 12, se culca la aceeași oră în fiecare seară, își hrănea câinele la aceeași oră în fiecare noapte și pleca din Leningrad în Estonia în vacanță în aceeași zi în fiecare an. Acest comportament s-a schimbat când fiul său Victor a murit în Armata albă — după aceea a suferit de insomnie.
Spre deosebire de mulți oameni de știință pre-revoluționari, Pavlov a fost respectat de guvernul sovietic, și i s-a permis să își continue cercetările până la o vârstă înaintată. Pavlov însuși nu avea o atitudine favorabilă față de marxism, dar ca laureat al Premiului Nobel era văzut ca un atu politic important, și era puternic susținut. După asasinarea lui Serghei Kirov în 1934, Pavlov a scris mai multe scrisori lui Molotov, criticând persecuțiile în masă care au urmat, și cerând rejudecarea unor cazuri ale unor oameni  pe care îi cunoștea personal. A fost un om profund creștin și a simpatizat în mod deosebit pe sfântul episcop și chirurg Luca al Crimeei.
Mai târziu în viață a fost în special interesat de folosirea condiționării pentru a stabili un model experimental asupra inducției nevrozei. A murit la Leningrad. Laboratorul său din Sankt Petersburg a fost păstrat până astăzi.

## Moștenirea
În mod interesant, termenul lui Pavlov de reflex condițional ("условный рефлекс") a fost tradus greșit din limba rusă ca reflex condiționat, iar alți oameni de știință care au citit lucrările sale au ajuns la concluzia că dacă astfel de reflexe ar fi fost condiționate, ar fi trebuit să fie produse printr-un proces denumit condiționare. După ce munca lui Pavlov a devenit cunoscută în vest, în special datorită scrierilor lui John B. Watson, ideea de condiționare ca o formă automată de învățare a devenit un concept cheie în psihologia comparată, și la referința generală la psihologie, behaviorismul. 
Bertrand Russell a fost un avocat entuziast al importanței lucrărilor lui Pavlov pentru filosofia minții. 
Cercetările lui Pavlov asupra reflexelor condiționale au influențat puternic nu doar știința, dar și cultura de zi cu zi. Termenul "câinele lui Pavlov" este adesea utilizat pentru a descrie o persoană care doar reacționează la o anumită situație, în loc să folosească gândirea critică. Condiționarea pavloviană a fost tema principală a romanului lui Aldous Huxley, Brave New World.
Se crede de obicei că Pavlov anunța aducerea hranei printr-un clopoțel, însă notițele sale arată utilizarea unui număr mare de stimuli auditivi, incluzând fluiere, metronoame, împreună cu stimuli vizuali. În anii 1990, când savanții occidentali au avut acces la laboratorul lui Pavlov, nu s-a găsit niciunul din aceste obiecte.